# Глазуновка (Челябинская область)
Глазуновка — посёлок в Уйском районе Челябинской области. Входит в состав Уйского сельского поселения.

## География
Стоит на двух реках: Глазуновка и ее притока — Калиновка. Обе реки запружены, возле посёлка 4 пруда.

## Население
| 2002 | 2010 |
| ---- | ---- |
| 384  | ↗406 |

## Инфраструктура
Развитое сельское хозяйство. Личное подсобное хозяйство.

## Транспорт
Конечный пункт автодороги «Уйское — Глазуновка» (идентификационный номер 74 ОП РЗ 75К-347) длиной 5,689 км..